# Esta noche (canción)
"Esta noche" es una canción grabada e interpretada por la cantante y compositora mexicana de rock Alejandra Guzmán lanzado en mayo de 2016 por la discográfica SONY Music como el tercer y último sencillo de su decimocuarto álbum de estudio A + no poder. La canción fue escrita por ella misma junto con Reyli Barba y Karenka.

## Video musical
El video musical fue lanzado el 6 de mayo de 2016 en la plataforma digital YouTube y fue grabado íntegramente en la ciudad de Campeche, México. El videoclip ha recibido casi de 3 millones de vistas desde su publicación.

## Uso en medios
Fue utilizada en el programa reality de Parodiando en 2015 como tema oficial; mismo que cantó el día de estreno del mismo.

## Lista de canciones

### Descarga digital[5]
| Esta noche — Single |              |          |  |
| N.º                 | Título       | Duración |  |
| 1.                  | «Esta noche» | 3:07     |  |